# Marcus Antonius Creticus
Pour les articles homonymes, voir Marc-Antoine (homonymie).
Marcus Antonius Creticus (Ier siècle av. J.-C.) est un plébéien de la nobilitas romaine, le père du triumvir Marc Antoine. Il combat les pirates qui infestent la Méditerranée, sans pouvoir les réduire complètement, et tente sans succès d'occuper la Crète.

## Biographie
Membre de la gens plébéienne des Antonii, Marcus Antonius est le fils de Marcus Antonius Orator, consul de la République romaine en 99 av. J.-C. Plutarque lui donne une réputation flatteuse « homme le plus juste, le plus honnête et le plus libéral », prêt à aider financièrement ses amis malgré une fortune médiocre.
Il est préteur en 74 av. J.-C. et, un an plus tard, il reçoit de la part du Sénat des pouvoirs militaires extraordinaires sans limite géographique contrairement à l'usage d'attribution de province déterminée (majus imperium infinitum) afin de libérer la mer Méditerranée des pirates. Avec sa flotte, il tente de rétablir les communications maritimes avec l'Espagne, et attaque les pirates en Ligurie puis en Espagne ceux qui sont alliés de Sertorius. Il intervient ensuite en Sicile et en Méditerranée orientale. En 72 av. J.-C., il attaque les Crétois, suspectés d'aider Mithridate VI, roi du Pont en guerre contre Lucullus. Sa flotte se fait battre et Marcus Creticus, fait prisonnier, doit conclure avec les Crétois une paix honteuse. C'est pour cette raison qu'on lui attribua par dérision le surnom de Creticus, qui signifie le Vainqueur de la Crète. Il meurt au cours du voyage de retour à Rome quelques mois plus tard, en 72 ou en 71 av. J.-C.,.
Son action contre les pirates fut peu efficace, car il faut tout recommencer quelques années plus tard lors de la guerre des pirates de Pompée. L'échec est attribué à l'incompétence d'Antonius, en raison de son échec en Crète. Mais il faut tenir compte de la faiblesse maritime des Romains, Antonius dut faire des réquisitions de navires et d'équipages chez les alliés, principalement grecs, donc visiblement, le Sénat ne lui avait pas donné des moyens suffisants. Seuls les pirates disposaient d'une marine permanente et opérationnelle.
Il a épousé Julia, la fille de Lucius Julius Caesar, consul en 90 av. J.-C. et cousine éloignée de Jules César, et en eut trois fils :
- Marcus Antonius, le triumvir Marc Antoine ;
- Caius Antonius, légat de Jules César durant la Guerre civile, puis gouverneur de Macédoine ;
- Lucius Antonius, resté célèbre pour avoir provoqué la guerre de Pérouse.